# Odwzorowanie dowolne
Odwzorowanie dowolne – odwzorowanie kartograficzne wyróżnione ze względu na charakter zniekształceń. W odwzorowaniu tym nie jest zachowana zarówno wierność kątów jak i powierzchni. Im większe zniekształcenia kątów, tym mniejsze zniekształcenia powierzchni, i odwrotnie. Do tego typu odwzorowań należy zaliczyć stosowane w Polsce odwzorowanie Służby Topograficznej Wojska Polskiego, opracowane przez polskiego kartografa W. Grygorenkę.
Wśród odwzorowań dowolnych wyróżnia się odwzorowanie wiernoodległościowe (równodługościowe). 